# 바턴 비그스
바턴 비그스(Barton Biggs, 1932년 11월 26일 ~ 2012년 7월 14일)은 미국의 투자전략가이다. 닷컴버블을 예견해 주목을 받았다.

## 생애
예일 대학교에서 영문학을 전공했다. 졸업 후 3년간 미국 해병대에서 근무했으며, 고등학교 영어교사와 축구선수로도 일했다. 1961년 E.F.허튼(E.F. Hutton)에 입사하며 금융 업무를 시작한다. 1973년부터 모건 스탠리에서 리서치를 담당했고, 1996년부터 회사를 떠나는 2003년까지는 이사회 멤버로 활동했다. 이후 트랙시스 파트너스(Traxis Partners)라는 헤지펀드를 설립하여 운용했다.